# USS LST-406
O USS LST-406 foi um navio de guerra norte-americano da classe LST que operou durante a Segunda Guerra Mundial.